# Dominique Fraise
Pour les articles homonymes, voir Fraise (homonymie).
Dominique Fraise, né le 7 juin 1967 à Roanne (Loire), est un arbitre international français de football.

## Biographie

### Arbitre
Il termine sa carrière durant la saison 2008/2009 après 8 ans en Ligue 1, et 7 ans en Ligue 2. 
Durant sa carrière, il aura arbitré environ 250 matchs en Ligue 1, et presque 200 en Ligue 2. Il a aussi arbitré des matchs de Coupe de France, Coupe de la Ligue, CFA et National.
| Saison    | Compétitions      | Nbre de matchs | Cartons jaunes | Cartons rouges |
| --------- | ----------------- | -------------- | -------------- | -------------- |
| 2006-2007 | Ligue 2           | 5              | 20             | 1              |
| 2007-2008 | Coupe de la Ligue | 1              | 2              | 0              |
| 2007-2008 | Ligue 2           | 13             | 42             | 3              |

### Maire
Depuis 2014, il est maire de Saint-Polgues (Loire).